# Gkríka
Gkríka är en ort i Grekland.   Den ligger i prefekturen Thesprotia och regionen Epirus, i den västra delen av landet, 300 km nordväst om huvudstaden Aten. Gkríka ligger 398 meter över havet och antalet invånare är 262.
Terrängen runt Gkríka är kuperad åt sydväst, men åt nordost är den bergig. Runt Gkríka är det glesbefolkat, med 19 invånare per kvadratkilometer. Närmaste större samhälle är Igoumenitsa, 14,2 km väster om Gkríka. 